# Tecmerium
Tecmerium é um gênero de traça pertencente à família Agonoxenidae.